# NGC 2597
NGC 2597 – gwiazda podwójna znajdująca się w gwiazdozbiorze Raka. Zaobserwował ją Albert Marth 1 stycznia 1864 roku i skatalogował jako obiekt typu mgławicowego. Widoczna na niebie w pobliżu galaktyki NGC 2598 (według bazy SIMBAD NGC 2597 to właśnie ta galaktyka).